# 죽변초등학교
죽변초등학교는 대한민국 경상북도 울진군에 있는 초등학교다.

## 학교 연혁
- 1937.06.01 죽변공립보통학교 설립 인가
- 1937.09.25 개교식 거행
- 1985.03.01 문교부지정 해양탐구 연구학교 운영
- 1995.03.01 소곡국민학교 통폐합
- 1996.03.01 죽변초등학교로 교명 변경
- 1997.03.01 화성초등학교를 분교장으로 편입
- 2001.02.01 농어촌 현대화 시범학교 개축
- 2002.09.20 제3회 경상북도 학교홈페이지 최우수교
- 2002.12.07 경북 학교보건 환경심사 최우수교
- 2004.02.06 울진교육청 학교 기관평가 최우수교
- 2005.09.23 죽변 등대 도서관 개관
- 2007.03.01 화성분교장 본교로 통폐합
- 2010.03.01 학교운동장 인조잔디 준공
- 2012.03.01 경상북도교육청 지정 연구학교 시범운영(2년)
- 2015.02.12 제73회 졸업식(총 졸업자수 : 11,869명)
- 2015.03.01 제30대 박성진 교장선생님 부임